# Francesco II Gonzaga
Francesco II Gonzaga (Mantua, 10 augustus 1466 – aldaar, 29 maart 1519) was markgraaf van Mantua van 1484 tot 1519. Hij was een zoon van Federico I Gonzaga en Margaretha van Beieren-München.
Op 12 februari 1490 huwde hij te Mantua met Isabella d'Este (1474 – 1539), dochter van Ercole I d'Este, hertog van Modena. Zij kregen de volgende kinderen:
- Eleonora Ippolita (1493 – 1550); ∞ (1509) Francesco Maria I della Rovere (1490 – 1538), hertog van Urbino
- Margaretha (Mantua 13 juli – aldaar 22 september 1496)
- Federico (1500 – 1540), markgraaf en later hertog van Mantua
- Livia (1501 – januari 1508)
- Ippolita (13 november 1503 – 16 maart 1570), non in Mantua
- Ercole (Mantua 22 november 1505 – Trente 2 maart 1563), bisschop van Mantua 1521, kardinaal 1527
- Ferrante (1507 – 1557), onderkoning van Sicilië 1535-1546, soeverein graaf van Guastalla 1539
- Paola (augustus 1508 – 1569), non in Mantua